# Warioware, Inc.: Mega Party Game$!
WarioWare, Inc.: Mega Party Game$! är ett partyspel till GameCube, utgivet av Nintendo och Intelligent Systems. Man kan säga att detta spel är som en bisarr Wario-version av ett Mario Party-spel. Många av minispelen är i stort sett desamma som på Game Boy Advance-spelet WarioWare, Inc.: Minigame Mania. Men till skillnad från Game Boy Advance-versionen så har WarioWare, Inc.: Mega Party Game$! även minispel som är designade för flera spelare.